# Белогушка
Белогушка (Irania gutturalis) е вид птица от семейство Muscicapidae, единствен представител на род Irania.

## Разпространение и местообитание
Разпространен е в Азербайджан, Армения, Афганистан, Бахрейн, Грузия, Гърция, Джибути, Еритрея, Етиопия, Йемен, Израел, Йордания, Ирак, Иран, Казахстан, Катар, Кения, Кувейт, Ливан, Обединените арабски емирства, Оман, Палестина, Саудитска Арабия, Сирия, Сомалия, Судан, Таджикистан, Танзания, Туркменистан, Турция и Узбекистан.